# 雲遊控股
雲遊控股有限公司，簡稱雲遊控股，以及雲遊（英語：Forgame Holdings Limited，港交所：0484），在2009年，由汪东风（主席及首席執行官）、黄卫兵、廖东、庄捷广和楊韜安排，把广州菲音信息科技有限公司和广州维动网络科技有限公司組成一家控股公司。
總部位於廣州。業務在中國內地經營网页游戏研发和發行，主要品牌為「91wan」、「菲音遊戲」、「捷遊」、「Foga Tech」、「维动」。
該股份在2013年10月3日於港交所主板上市，全球發售3137萬股，招股價51港元，集資額16億港元。
2020年5月29日，雲遊控股宣佈更換公司的核數師，委任中匯安達為新的核數師。雲遊控股批評原核數師羅兵咸永道不願意就2019年的財務報表發出審核報告，認為羅兵咸永道「無止境地索取資料」。羅兵咸永道反駁指雲遊控股存在「重大潛在管治及內部監控問題」，公司多項可疑交易與前主席李魯一有關。

## 連結
- forgame.com （页面存档备份，存于）